# Galeruca corsica
Galeruca corsica (лат.) — вид листоедов (Chrysomelidae) из подсемейства козявок (Galerucinae).

## Описание
Длина тела имаго 8,0-11,0 мм. Тело либо полностью чёрное или надкрылья темно-желтые или охристые. Нижняя поверхность брюшка поперечно-морщинистая. Близким видом является Galeruca interrupta.

## Распространение
Распространён только на острове Корсика.